# Coriandrum
Genre
Coriandrum est un genre de plantes à fleurs de la famille des Apiaceae (Ombellifères). Ce sont des plantes herbacées  originaires d'Asie. Le genre ne comprend en Europe qu'une espèce : la coriandre (Coriandrum sativum).

## Liste des espèces
- Coriandrum sativum
- Coriandrum tordylium